# Dmitrij Fofonov
Dmitrij Fofonov (født 15. august 1976) er en kasakhisk tidligere professionel landevejsrytter, som senest kørte for det kasakhiske ProTour-hold Astana Pro Team.
I 2008 blev Dmitrij Fofonov grebet i doping og den 27. 2008 fyret juli fra sit hold Crédit Agricole.